# تامسین کوک
تامسین کوک (انگلیسی: Tamsin Cook؛ زادهٔ ۲۵ دسامبر ۱۹۹۸) شناگر اهل استرالیا در رشتهٔ ۴۰۰ متر آزاد است.
او در مسابقات کشوری و بین‌المللی در مجموع برنده ۲ مدال طلا، ۲ مدال نقره شده که مهمترین آنها مدال نقرهٔ المپیک ۲۰۱۶ ریو در رشتهٔ ۲۰۰ × ۴ متر آزاد است.